# أبيس 1
قرية أبيس 1 هي إحدى القرى التابعة لمركز كفر الدوار في محافظة البحيرة في جمهورية مصر العربية. حسب إحصاءات سنة 2006، بلغ إجمالي السكان في أبيس 1 9699 نسمة، منهم 4958 رجل و4741 امرأة.